# Yao Defen
Yao Defen (Lu'an, 15 luglio 1972 – Lu'an, 13 novembre 2012) è stata la donna più alta riconosciuta dal Guinness dei primati.

## Biografia
Nata in Cina da una famiglia di agricoltori, alla nascita il suo peso era di 6,16 kg, mentre all'età di 15 anni era stata riconosciuta affetta da gigantismo, benché la sua altezza anormale fosse in realtà causata da un tumore all'ipofisi. Grazie alla sua statura provò a giocare a basket, ma dovette abbandonare lo sport perché il suo fisico non reggeva gli sforzi. Yao Defen è morta improvvisamente la mattina del 13 novembre 2012 nella casa del suo villaggio natale dove viveva con la madre. Alla morte aveva raggiunto i 233 cm di altezza e un peso di 179 kg.